# 高野蘭亭
高野 蘭亭（たかの らんてい、宝永元年5月7日（1704年6月8日）? - 宝暦7年7月6日（1757年8月20日））は江戸時代中期の盲目の漢詩人。諱は惟馨、字は子式。別号に東里。
明の格調派を志向した作風は当時の人々に学びやすいものとして受け入れられ、参勤交代で江戸に赴任した全国各地の大名や、南郭と確執のあった太宰春台の門人など、多くの人物に漢詩を教授した。書の門人として佐久間東川など。

## 名称
諱惟馨、字子式は『書経』君陳編「我聞曰至治馨香感于神明。黍稷非馨。明徳惟馨。爾尚式時周公之猷訓。」（我聞く、曰く、至治の馨香、神明に感ず。黍稷馨しきに非ず。明徳惟れ馨し。爾尚（ねがは）くば時（こ）の周公の猷訓に式（のっと）れ。）に拠る。別号の東里は江戸の東部に住んでいたことに拠ると思われ、父の号百里との関係は不明。有徳者を意味する「桃李」の意とも考えられる。
号蘭亭は王羲之『蘭亭序』、父の師服部嵐雪の別号嵐亭との関係が考えられる。蘭亭は本来俳号で、生前は東里の号がより用いられていたが、没後詩集が編まれた際、同門中根東里等同号の人物との混同を避けてか『蘭亭先生詩集』と題され、以降蘭亭の号が定着した。

## 生涯
先祖は高石氏を称し、6世祖信忠は室町時代、下野国喜連川を領したが、子孫は天文年間領地を失い、下総国姉ヶ崎で帰農した。祖父勝昌が江戸に移り、高野と改姓、小田原町（日本橋室町一丁目と日本橋本町一丁目の間）で小鍛治長次郎として魚問屋を開業した。
父勝春は小鍛治市兵衛として魚問屋を継ぎ、俳人高野百里として知られた人物である。勝春は子宝に恵まれなかったが、宝永元年（1704年）ようやく妾との間に蘭亭を設けた。誕生日は不明だが、50歳を祝う賀宴を5月7日に催しており、この日とも考えられる。4歳から書道をよくし、6歳の時佐々木玄竜、佐々木文山兄弟に書を習った。正徳3年（1713年）、10歳から読書を始め、享保3年（1718年）荻生徂徠に学問を学んだ。
享保5年（1720年）から翌年にかけて視力を失い、他事を捨て置いて詩吟に耽った。失明について、出入りしていた小座頭に3両窃盗の濡れ衣を着せられたため、鬱憤して井戸に落ちて死に、その日から眼病を患ったと晩年回想している。実際は、病弱ながら読書により目を酷使し過ぎたためと考えられる。当初は商人の倅とあって徂徠門においては一段下の待遇を受けたが、失明後は武士と同格に扱われた。
享保12年（1727年）父の死後、家業は立ち行かなくなったが、詩人としての名声は高まり続けた。享保13年（1728年）荻生徂徠の死に接すると、伊豆国小松原の墓石を注文し、毎日石工の元に出向いて注文を付けたため、石工は荻生金谷に訴えを起こしたが、止めることはできなかった。徂徠の死後は服部南郭に兄事した。
享保20年（1735年）越智雲夢編『懐仙楼雑記』では、収録詩1900余首の内700首を蘭亭の詩が占めており、江戸詩壇における存在感の大きさが窺える。元文2年（1737年）から4年（1739年）までの間、本多康桓と越智雲夢によって蘭亭の詩集出版が計画されたが、蘭亭はこれを断った。
元文5年（1740年）頃、10年程前居住経験があり、徂徠門と縁の深い茅場町に新居を構えた。延享3年（1746年）、坪内火事に焼け出されたが、年内には自宅を再築し、明月楼を構えた。
寛延2年（1749年）頃より鎌倉に通うようになり、草庵松涛館を結んだ。宝暦4年（1754年）夏、重い病に伏し、鎌倉円覚寺に寿蔵を築いた。宝暦6年（1756年）には小康があり、鎌倉を訪れたが、宝暦7年（1757年）6月には再び病床につき、7月6日茅場町の自宅で死去した。遺体は7月夜六郷の渡しを渡り、8月寿蔵に葬られた。生前髑髏杯を用いていたが、死の前年大舘宗氏の塚を暴いて髑髏杯を作ったものとの噂が広まり、百井塘雨、伴高蹊等、反蘐園派による批判材料とされた。
蘭亭は死ぬ前に大量の原稿を焼き、後世に名を遺すことをよしとしなかったが、宝暦8年（1758年）夏、門人により『蘭亭先生詩集』が刊行された。

## 有名詩
「月夜三叉口泛舟　月夜、三叉口に舟を泛（うか）ぶ」
```
三叉中斷大江秋　三叉中断す、大江の秋
明月新懸萬里流　明月新たに懸かる万里の流れ
欲向碧天吹玉笛　碧天に向かつて玉笛を吹かんと欲すれば
浮雲一片落扁舟　浮雲一片扁舟に落つ
```

隅田川中洲三つ又付近での舟遊びを詠む。服部南郭「夜墨水を下る」、平野金華「早に深川を発す」と共に『墨江三絶』と称される。